# 马欢欢
马欢欢（1990年1月13日—），出生于广西贺州，中国女子水球运动员，亦為中國國家女子水球隊成員，司職中卫。

## 簡歷
马欢欢2002年开始在广西南宁体工队接受游泳训练，及至2004年被選入广西水球队轉練水球，到2005年入選国家队。
2007年，马欢欢出戰世界青年水球錦標賽，協助中國隊奪得亞軍。
2010年11月，马欢欢代表中國出戰廣州亞運會女子水球比賽項目，奪得金牌。
2011年7月，马欢欢代表中國出戰上海舉行的世界游泳錦標賽女子水球比賽項目，創下國家隊歷來最好的成績奪得銀牌。
2012年，马欢欢代表中国出戰英國倫敦舉行的奥林匹克运动会女子水球比賽。
2016年，马欢欢代表中国出戰巴西里约热内卢舉行的奥林匹克运动会女子水球比賽。中国队最終获得第七名。

## 外部連結
- 中國體育代表團成員名錄 - 马欢欢 （页面存档备份，存于）